# Pyrenaria jonquieriana
Pyrenaria jonquieriana là một loài thực vật có hoa trong họ Theaceae. Loài này được Pierre ex Laness. miêu tả khoa học đầu tiên năm 1886.